# Бёйла
Бёйла (исл. Baula) — гора на западе Исландии, рядом с Окружной дорогой.  Неподалеку находятся Университет Биврёста и кратеры Грауброук.
С точки зрения геологии гора является батолитом (крупный интрузивный массив). Красноватый оттенок склонам горы придает риолит.
Гора представляет собой почти идеальный конус. Её вместе с соседней, меньшей по размерам горой Litla-Baula называют красивейшей парой гор Исландии.
Другими примерами подобных интрузий в Исландии являются Mælifell на полуострове Снайфедльснес и Хлидарфьятль рядом с озером Миватн на севере страны.